# Jezioro Głębokie (gmina Płaska)
Jezioro Głębokie – jezioro w gminie Płaska, w powiecie augustowskim, w woj. podlaskim.
Jezioro położone jest na Równinie Augustowskiej, we wschodniej części Puszczy Augustowskiej. Jezioro ma kształt mocno wydłużony z północnego wschodu na południowy zachód. Brzegi w większości porośnięte są lasem. Jezioro objęte jest strefą ciszy.
Do jeziora odprowadzana jest - poprzez sztuczny przekop i rzekę Szlamicę – część wód z Czarnej Hańczy. Szlamica łączy też Głębokie z jeziorem Szlamy, położonym ok. 1 km na północny wschód. Między jeziorami znajduje się wieś Muły.